# Natasha Hastings
Natasha Monique Hastings (ur. 23 lipca 1986 w Brooklynie, Nowy Jork) – amerykańska lekkoatletka, sprinterka, złota medalistka igrzysk olimpijskich, mistrzostw świata i halowych mistrzostw świata.
Hastings największe sukcesy odnosi w sztafecie 4 × 400 metrów. To właśnie w tej konkurencji zdobyła medale igrzysk olimpijskich (Pekin 2008) i mistrzostw świata (Osaka 2007, Berlin 2009, Daegu 2011 oraz Moskwa 2013). Podczas mistrzostw w Osace biegała również indywidualnie na 400 metrów, jednak odpadła w półfinale. Podczas mistrzostw świata juniorów w Grosseto (2004) Hastings razem z koleżankami z amerykańskiej sztafety 4 × 400 metrów ustanowiła do dziś aktualny rekord świata juniorów (3:27,60). W 2012 zdobyła srebro oraz brąz halowego czempionatu globu w Stambule. Brązowa medalistka biegu na 400 metrów podczas halowych mistrzostw świata oraz srebrna ze sztafety 4 × 400 metrów w 2012. W 2013 zajęła 5. miejsce w biegu na 400 metrów oraz zdobyła srebro w sztafecie 4 × 400 metrów podczas mistrzostw świata w Moskwie. W 2014 zdobyła swoje kolejne złoto halowych mistrzostw świata, a rok później w Pekinie podczas mistrzostw świata wywalczyła srebrny medal w sztafecie 4 × 400 m. W 2016 zdobyła swój trzeci złoty krążek halowych mistrzostw świata. W tym samym roku startowała na igrzyskach olimpijskich w Rio de Janeiro, podczas których indywidualnie była czwarta w biegu na 400 metrów, a wraz z koleżankami z reprezentacji zdobyła złoto w sztafecie 4 × 400 metrów.
Reprezentantka kraju na IAAF World Relays.
Złota medalistka mistrzostw Stanów Zjednoczonych oraz czempionatu NCAA.

## Rekordy życiowe
- Bieg na 200 metrów – 22,57 (2016) / 22,55w (2014)
- Bieg na 400 metrów – 49,84 (2007)
- Bieg na 200 metrów (hala) – 23,22 (2011)
- Bieg na 400 metrów (hala) – 50,80 (2007) 2. wynik na listach światowych w 2007
- bieg na 500 metrów (hala) – 1:10,05 (2005)